# José Luis Rodríguez Zapatero
José Luis Rodríguez Zapatero (født 4. august 1960 i Valladolid, Spanien) er en spansk politiker. Han blev efter valgsejren 14. marts 2004, den 17. april 2004 indsat som Spaniens femte premierminister siden demokratiets genindførelse i 1978. Han har været leder af det Spanske Socialistiske Arbejderparti (Partido Socialista Obrero Español eller PSOE) siden 2000. 
Valgsejren kom få dage efter terrorangrebet i Madrid den 11. marts 2004. Zapateros første handling var at hjemkalde de spanske tropper fra Irak og dermed bryde med sin forgænger José Maria Aznars linje i Irakspørgsmålet.
Ved valget i marts 2008 fastholdt Zapatero sit flertal og dermed regeringsmagten. Et valgløfte om at bekæmpe kønsdiskriminering overholdt han, således at den nye regering har flertal af kvindelige ministre.